# Meister der Josephsfolge

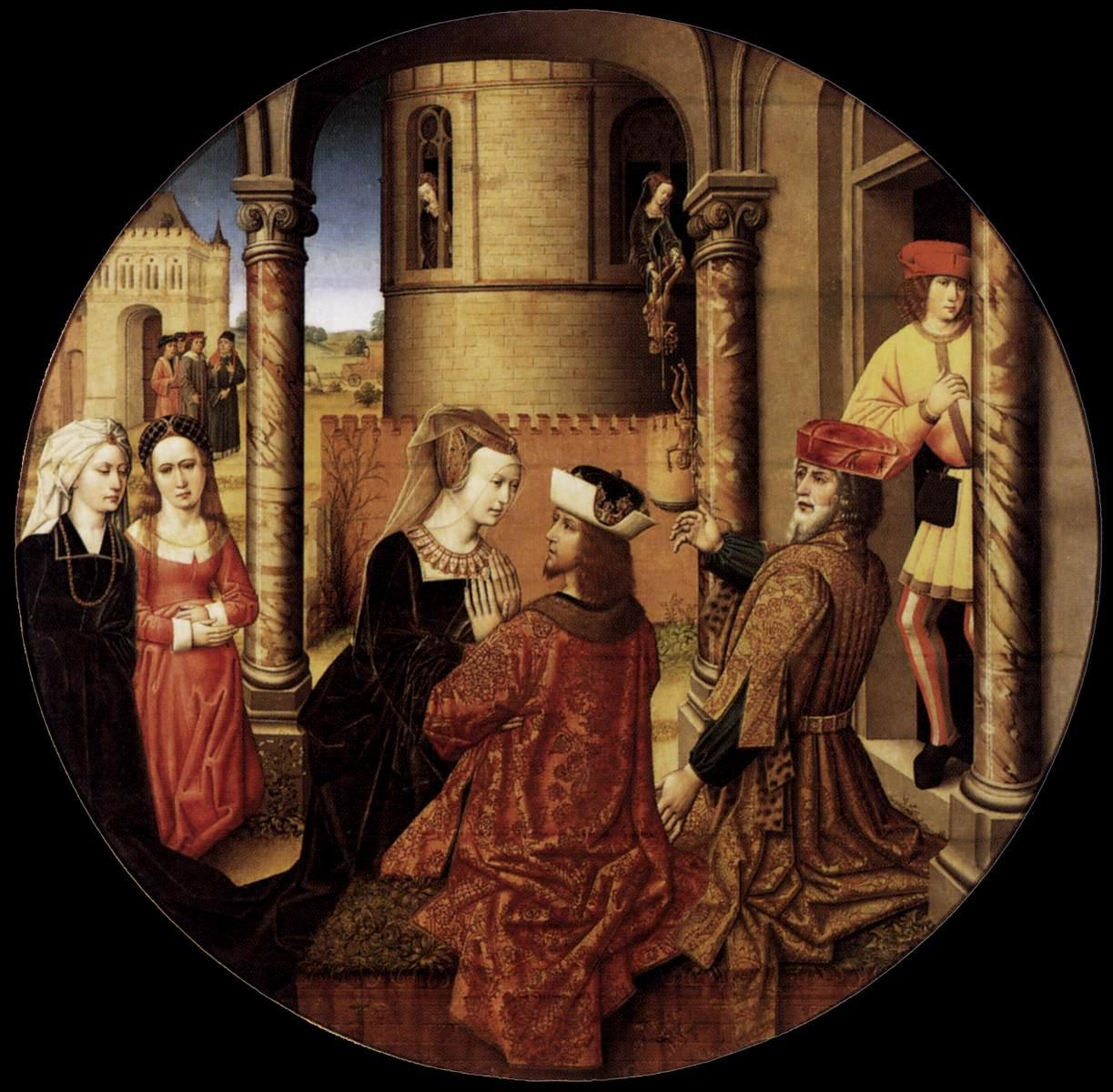
Meister der Josephsfolge: Josephs Begegnung mit Asenath, der Tochter Potipheras, des Priesters von On., ca. 1500, Staatliche Museen Berlin

Der Meister der Josephsfolge, auch Meister der Josephslegende oder Meister der Abtei von Afflighem war ein heute namentlich nicht mehr bekannter Maler der südniederländischen Schule, der zwischen 1490 und 1500, wahrscheinlich vorwiegend in Brüssel, tätig war.

## Leben und Werk
Über die Herkunft und Ausbildung des Meisters der Josephsfolge ist nichts bekannt. Stilistisch steht er in der Nachfolge von Rogier van der Weyden. Seinen Notnamen erhielt er 1926 durch Max J. Friedländer, der ihn nach einer Folge von sechs erhaltenen Rundbildern mit Szenen aus dem Leben Josephs benannte, die sich heute in der Gemäldegalerie in Berlin (Inv.-Nr.: 539 A–D), in der Alten Pinakothek in München (Inv.-Nr.: 13180) und im Metropolitan Museum of Art in New York (Inv.-Nr.: 53.168) befinden. Der Umfang und die Bestimmung dieser Bildserie ist unbekannt, doch geht man allgemein davon aus, dass es weitaus mehr Tafeln gewesen sein müssen, da einige wichtige Stationen aus dem Leben Josephs auf den bekannten Bildern nicht dargestellt werden.
Seinen zweiten Notnamen erhielt er durch eine Folge von mehreren Tafeln mit Szenen aus der Kindheit und der Passion Christi aus der Benediktinerabtei in Afflighem, die sich heute im Musée Royaux des Beaux-Arts in Brüssel befinden. In der Kunstgeschichtsschreibung setzte sich in der Folge aber der von Friedländer vergebene Notname für den unbekannten Maler durch.
Neben diesen beiden Werkkomplexen werden ihm aus stilistischen Gründen noch eine Reihe weiterer Werke zugewiesen, die in ihrer Zuschreibung aber nicht unstrittig sind. Zu diesen zugeschriebenen Werken – wenn vielleicht auch mit Werkstattbeteiligung – gehört vor allem ein Triptychon mit der Darstellung des Jüngsten Gerichts aus dem Rathaus in Zierikzee, das sich heute ebenfalls im Königliche Museen der Schönen Künste in Brüssel (Inv.-Nr.: Mitteltafel: 4168; Flügel: 2405 und 2406) befindet. Als weiteres mögliches Werk des Malers wurden 1903 von Johnny Roosval die Flügel des auf 1490 datierten Hochaltars in der Domkirche von Strängnäs mit Szenen aus der Kindheit und Passion Christi vorgeschlagen. Hoch umstritten ist eine Zuweisung des bekannten, im Wiener Kunsthistorischen Museum aufbewahrten Bildnis Philipps des Schönen (Inv.-Nr.: 3873), das auch dem Meister der Magdalenenlegende und im Museum selbst dem Juan de Flandes zugewiesen wird.
Über die Identität des Malers wurden verschiedene Vorschläge gemacht. Möglicherweise kann man ihn, nach einem Vorschlag von Friedländer, als Jacques van Lathem, den Hofmaler Philipps des Schönen, identifizieren.

## Werke
- Berlin, Gemäldegalerie

Joseph wird von seinen Brüdern an die Ismaeliten verkauft. (Inv.-Nr.: 539 A) – Joseph wird von Potiphar zum Verwalter eingesetzt. (Inv.-Nr.: 539 B) – Joseph wird von den Brüdern in die Grube gestoßen. (Inv.-Nr.: 539 C) – Josephs Begegnung mit Asenath, der Tochter Potipheras, des Priesters von On. (Inv.-Nr.: 539 D)
- Brüssel, Musée Royaux des Beaux-Arts

Tafeln mit Szenen aus der Kindheit und der Passion Christi aus der Datei Abtei von Afflighem um 1493: Der Tempelgang Mariae. (Inv.-Nr.: 347) – Die Verkündigung. (Inv.-Nr.: 349) – Die Geburt Christi. 1493 (Inv.-Nr.: 350) – Die Anbetung der Könige. 1493 (Inv.-Nr.: 351) – Die Beschneidung Christi. 1493 (Inv.-Nr.: 352) – Der zwölfjährige Christus im Tempel. 1493 (Inv.-Nr.: 348) – Die Kreuztragung Christi. 1493 (Inv.-Nr.: 344) – Die Kreuzigung Christi. (Inv.-Nr.: 345) – Die Grablegung Christi. 1493 (Inv.-Nr.: 353) – Maria, Johannes der Evangelist, Joseph von Arimathea und die drei Marien am Grabe Christi. 1493 (Inv.-Nr.: 354)
Triptychon mit der Darstellung des Jüngsten Gerichts nach 1496: Das Jüngste Gericht. (zugeschrieben; wahrscheinlich mit Werkstattbeteiligung; Inv.-Nr.: 4168) – Philipp der Schöne. Linker Flügel eines Triptychons mit der Darstellung des Jüngsten Gerichts. (zugeschrieben; Inv.-Nr.: 2405) – Johanna die Wahnsinnige. Rechter Flügel eines Triptychons mit der Darstellung des Jüngsten Gerichts. (zugeschrieben; Inv.-Nr.: 2406)
- Hannover, Niedersächsisches Landesmuseum

Kopf eines jungen Mannes. um 1500 (Fragment – zugeschrieben; Inv.-Nr.: KM 215)
- Kreuzlingen, Sammlung Heinz Kisters

Die Ausgießung des Heiligen Geistes. (zugeschrieben)
- München, Alte Pinakothek

Joseph und Potiphars Frau. (Inv.-Nr.: 13180)
- New York, Metropolitan Museum of Art

Joseph deutet die Träume im Gefängnis. (Inv.-Nr.: 53.168)